# Sorocea
Sorocea A. St.-Hil. é um gênero botânico pertencente à família Moraceae.